# Naďa Johanisová
Naďa Johanisová (* 28. února 1956, Praha) je česká ekologická ekonomka, environmentalistka a vysokoškolská pedagožka. Méně často se lze setkat i se jmennou podobou Naděžda. Řadí se k tuzemským kritikům stávajícího modelu ekonomie, bojovnicí za udržitelný rozvoj. Bývá označována jako „ekonomická disidentka“, neboť se staví jak proti ideologii kapitalismu, tak socialismu. Domnívá se, že současný ekonomický systém (založený na prosazování stálého ekonomického růstu a tzv. volného obchodu a na dluhové ekonomice) je dlouhodobě neudržitelný a jeho fungování je hlavní příčinou současné ekologické krize, která se projevuje mj. masovým vymíráním biologických druhů a klimatickou změnou. Působila v jižních Čechách, od počátku dvacátého prvního století v Brně.

## Biografie
Narodila se v Praze Jindřišce a Lubošovi Johanisovým. Jako dítě pobývala díky otcově zaměstnání u OSN dva roky v USA a další dva v Chile. V letech 1975–1980 vystudovala biologii na Přírodovědecké fakultě Univerzity Karlovy v Praze. Tamtéž obdržela v roce 1982 titul RNDr. V roce 2007 získala na Katedře environmentálních studií Fakulty sociálních studií Masarykovy univerzity v Brně titul Ph.D. v oboru humanitní environmentalistika.
V šestnácti vstoupila do TISu - Svazu pro ochranu přírody a krajiny, resp. do jeho 1. základní skupiny Stopaři vedenou Otakarem Leiským. Záhy se stala členkou Hucul Clubu, který při TISu vznikl a pečuje o huculské koně. Dle jejích slov ji tato zkušenost celoživotně ovlivnila a nasměrovala k environmentální problematice. Po zrušení TISu koncem 70. let pokračovala v nově založené pražské organizaci Českého svazu ochránců přírody, kde spolupořádala ochranářské akce a tábory pro mládež. V roce 1989 obdržela pamětní medaili ČSOP za úspěšnou snahu o záchranu meandrujícího koryta řeky Stropnice před regulací.
V letech 1980–1982 pracovala jako bioložka ve Středočeském muzeu v Roztokách u Prahy. Mezi roky 1982 a 1989 působila jako samostatná odborná pracovnice v Hydrobiologické laboratoři při Ústavu krajinné ekologie ČSAV v Praze (dnešní Hydrobiologický ústav AV ČR). V roce 1986 se s ním přestěhovala do Českých Budějovic. V letech 1987 až 1994 zde s přáteli a s manželem Jiřím Nedomou (za kterého byla provdána 1977–2003) vedla v Českých Budějovicích na sídlišti Máj dětský oddíl Stopaři, zaměřený na ochranu přírody, tábornictví a turistiku. Po nedobrovolném odchodu z Ústavu krajinné ekologie krátce působila jako samostatná odborná pracovnice Správy CHKO Třeboňsko. Roku 1990 se stala první zaměstnankyní českobudějovického Informačního centra ČSOP, které se v následujícím roce transformovalo na samostatnou Nadaci Rosa (nyní obecně prospěšná společnost Rosa – společnost pro ekologické informace a aktivity). V letech 1991–1996 byla její ředitelkou. V roce 1994 se s manželem a s dcerou Leou přestěhovala do malé obce Ostrolovský Újezd na Trhovosvinensku, kde se posléze stala obecní kronikářkou a v letech 2002–2008 členkou zastupitelstva.
Ovlivněna pobytem na anglické Schumacher College na podzim 1993 se začala hlouběji zajímat o souvislosti mezi ekonomií a ekologickou krizí a o hledání demokratických a sociálně a environmentálně udržitelných alternativ k současnému ekonomickému systému.
Od poloviny devadesátých let se postupně intenzivněji věnuje vysokoškolské výuce. V letech 1998 až 2008 učila na Pedagogické fakultě Jihočeské univerzity v Českých Budějovicích, kde učila kurzy Ekologická výchova, Sociální ekologie, Ekologická ekonomie či Kritické myšlení. Postupně se těžiště její práce přesunulo na Katedru environmentálních studií Fakulty sociálních studií Masarykovy univerzity, kde od roku 2008 působí jako odborná asistentka. Od roku 2008 také žije v Brně. Věnuje se zejména tématům družstevnictví, lokalizace, nerůstu či výzkumu praktických ekonomických alternativ (např. v letech 2001 až 2002 uskutečnila výzkum ve skotském Edinburghu, jenž sloužil jako podklad k její knize Living in the Cracks a k disertační práci). Spolu s kolegy zde učí mj. předměty: Ekologická ekonomie, Ekonomie a životní prostředí I, II, Lokální a etické ekonomiky. V letech 2014–2016 vedla na FSS MU výzkumný projekt „Formy a hodnoty alternativních ekonomických praktik v České republice.“ S kolegy v rámci projektu uskutečnili reprezentativní výzkum sdílení a samozásobování v české společnosti a také rozhovory s padesáti ekonomickými alternativami v České republice, např. se zástupci integračních sociálních podniků, družstev, pozemkových spolků, komunitních zahrad, s praktiky lokální měny, s iniciátory zahrádkářské prodejny a s řadou dalších iniciativ.
V roce 2005 patřila k zakladatelům Trastu pro ekonomiku a společnost, sdružení zaměřeného na diskuzi o ekonomických alternativách. V rámci činnosti Trastu pro ekonomiku a společnost a Katedry environmentálních studií Fakulty sociálních studií Masarykovy univerzity se podílí na každoroční organizaci čtyřdenních seminářů pro veřejnost typu „otevřený prostor“, jejichž cílem je propojit lidi z různých společenských subkultur, kteří usilují o změnu ekonomiky směrem k větší udržitelnosti a spravedlnosti. Je také zakládající členkou mediálního družstva Kulturní noviny. V roce 2017 byla členkou expertního týmu Strany Zelených před volbami do parlamentu.
Naďa Johanisová je podruhé vdaná, z prvního manželství má jednu dceru. Žije v Brně-Ořešíně.

## Dílo
Naďa Johanisová vychází ve své práci a myšlení z eklektické ekonomické tradice. Inspiruje se prací některých anglosaských ekologických a sociálních ekonomů (Herman Daly, Mark Lutz, Clive Spash), evropským hnutím Nerůstu, i texty Ladislava Feierabenda a tuzemskou opomíjenou družstevní tradicí, která sahá do 19. století. Ovlivnily ji také práce některých sociálních geografů, především autorky J.-K.Gibson-Graham a jejich výzkumná síť Comunity Economies Research Network, které se zaměřují na hledání jiných způsobů uspokojování potřeb, jež by umožňovaly vzkvétání jak přírodních, tak lidských komunit. Spolupracuje i s dalšími autory, kteří se snaží formulovat způsoby přechodu na takovou ekonomiku, např. s indickým myslitelem Ashishem Kotharim.
Domnívá se, že současný ekonomický systém (založený na prosazování stálého ekonomického růstu a tzv. volného obchodu a na dluhové ekonomice) je dlouhodobě neudržitelný a jeho fungování je hlavní příčinou současné ekologické krize, která se projevuje mj. masovým vymíráním biologických druhů a klimatickou změnou. Zároveň vede expanzívní ekonomika ke koncentraci různých kapitálů (půda, finanční kapitál další aktiva), což způsobuje nejen rozevírání nůžek mezi chudými a bohatými, ale stále více ohrožuje i politickou demokracii a stabilitu v Evropě i jinde.
Ekonomie středního proudu by podle ní měla přehodnotit svá východiska a výuka na ekonomických fakultách by měla dát více prostoru směrům, jako je ekologická, sociální či ekofeministická ekonomie. V politické praxi vidí jako řešení omezení důrazu na agregátní ekonomický růst a na tzv. volný trh a hledání nové rovnováhy mezi soukromým, veřejným a komunitním vlastnictvím. Úzce ekonomický pohled může být dle ní destruktivní a např. práci, půdu, bydlení, potraviny, zdravotnictví a školství nelze redukovat na komodity. Klíčovým úkolem dneška je přemýšlet o tom, jak se zbavit systémové závislosti na ekonomickém růstu a připravit „hladké přistání“ v novém, nerůstovém světě. To zahrnuje i větší důraz na  přerozdělování a solidaritu, na podporu přírodě příznivých infrastruktur, jako je funkční a kvalitní veřejná doprava, a také na ekonomickou demokracii: jak na úrovni jednotlivých výrobních jednotek (podpora družstevnictví), tak na úrovni celospolečenské. Patří sem účinná kontrola moci (a daňových úniků) velkých firem, podpora místních ekonomik a lokálních toků peněz, komunitního a neziskového bankovnictví, sociální solidární ekonomiky, rodinných (bio)farem a netržních a nepeněžních forem uspokojování potřeb, včetně vzájemného sdílení a spolupráce.[zdroj?]
Naďa Johanisová je autorkou řady odborných a popularizačních statí. Od roku 1993 píše do společensko-ekologického časopisu Sedmá generace (dříve Poslední generace). Krom jiných textů jí zde vyšla pětice seriálů: Návrat Indiánů (lichá čísla r. 1998), Zkratky (sudá čísla r. 1999), Ze skotského deníku (2001–2002), Z ekonomického kapsáře Nadi Johanisové (10/2003 až 6/2005) – ten následně vyšel jako monografie pod názvem Kde peníze jsou služebníkem, nikoliv pánem – a naposledy Ekonomičtí disidenti (1/2008-6/2011), který rovněž vyšel jako stejnojmenná monografie v r. 2014. Krom toho publikuje či publikovala v časopisech A2, Nika, Respekt či v Kulturních novinách. Do češtiny přeložila knihy ekologického ekonoma Ernsta Friedricha Schumachera Malé je milé a českého meziválečného politika a družstevníka Ladislava Karla Feierabenda Zemědělské družstevnictví v Československu do roku 1952. Podílela se také na překladu knihy Dcery Měděné ženy kanadské autorky Anne Cameronové.
V roce 2010 měla měsíční seriál v pořadu Člověk a trh na Radiu 6, kde se zaměřila na kritiku současného ekonomického myšlení a praxe a na hledání alternativ. Vystoupila také v několika dokumentárních filmech, například  ve filmech Tomáše Škrdlanta Život na dluh (2006) a Lokální a globální – O smyslu blízkosti (2010), či v dokumentu o životě Ladislava Feierabenda Děti našich rodičů Toma Feierabenda (2009).

## Vybraná díla
- Johanisova,Nadia, 2005: Living in the Cracks: A Look at Rural Enterprises in Britain and the Czech Republic. NEF, Feasta, London,Ireland, dostupné na:  http://www.feasta.org/documents/living_in_the_cracks/
- Johanisová, Naďa, 2008: Kde peníze  jsou služebníkem, nikoliv pánem: výpravy za ekonomikou přátelskou přírodě a člověku. Stehlík, Volary
- Johanisová Naďa, 2011: Sociální a environmentální hledisko v díle Johna Ruskina. Str. 99 – 129 v: Stibral, Karel, Bohuslav Binka, Naďa Johanisová: John Ruskin a příroda. Dokořán, Masarykova Univerzita,  Praha,Brno
- Johanisová, Naďa, 2014: Ekonomičtí disidenti: Kapitoly z historie alternativního ekonomického myšlení. Stehlík, Volary
- Johanisová, Naďa, 2014: Ekologická ekonomie: vybrané kapitoly. Masarykova Univerzita, Brno. Dostupné na: http://humenv.fss.muni.cz/wp-content/uploads/Johanisov%C3%A1_Ekologick%C3%A1-ekonomie_ekniha.pdf
- Johanisová Naďa, Eva Fraňková,  Zuzana Filipová, 2015: Rozvoj jako ničení, obrana či obnova občiny? Str. 102- 128 v  Horký-Hlucháň Ondřej, Tomáš Profant. Mimo Sever a Jih: rozumět globálním nerovnostem a rozmanitosti. Ústav mezinárodních vztahů, Praha
- Johanisová, Naďa: K čemu je ekonomická demokracie? Kulturní noviny. První družstevní list pro společnost, politiku a umění. č. 12, 20.3. 2017. Dostupné z: http://www.kulturni-noviny.cz/nezavisle-vydavatelske-a-medialni-druzstvo/archiv/online/2017/12-2017/58cd4fbfd3ac4 Archivováno 4. 4. 2017 na Wayback Machine.